# Governo Dufaure II
Il Governo Dufaure II è stato in carica dal 18 al 24 maggio 1873, per un totale di 6 giorni.
Fu costituito dopo le dimissioni di Jules-Armand Dufaure, presentate e respinte nel medesimo giorno dal Presidente Adolphe Thiers. Il governo ebbe una durata effimera e fu costantemente attaccato dal gruppo della destra legittimista, che riuscì in accordo con il centro-destra Orléanista e alcuni moderati ad eleggere alla presidenza Patrice de Mac-Mahon il 24 maggio 1873, portando quindi alla dismissione di Thiers e alle dimissioni di Dufaure.

## Consiglio dei Ministri
Il governo, composto da 10 ministri, vedeva partecipi i medesimi del precedente salvo qualche ricambio:
| Carica                                    | Ritratto | Titolare | Titolare                  | Partito         | Durata             |
| ----------------------------------------- | -------- | -------- | ------------------------- | --------------- | ------------------ |
| Presidente del Consiglio dei Ministri     |          |          | Adolphe Thiers            | Centro-sinistra | Dal 18 maggio 1873 |
| Vicepresidente del Consiglio dei Ministri |          |          | Jules-Armand Dufaure      | Centro-sinistra | Dal 18 maggio 1873 |
|                                           |          |          |                           |                 |                    |
| Ministro degli Affari Esteri              |          |          | Charles de Rémusat        | Centro-destra   | Dal 18 maggio 1873 |
| Ministro degli Interni                    |          |          | Auguste Casimir-Perier    | Centro-destra   | Dal 18 maggio 1873 |
| Ministro della Giustizia                  |          |          | Jules-Armand Dufaure      | Centro-sinistra | Dal 18 maggio 1873 |
| Ministro della Guerra                     |          |          | Ernest Courtot de Cissey  | Militare        | Dal 18 maggio 1873 |
| Ministro delle Finanze                    |          |          | Léon Say                  | Centro-sinistra | Dal 18 maggio 1873 |
| Ministro della Marina e Colonie           |          |          | Louis Pothuau             | Militare        | Dal 18 maggio 1873 |
| Ministro della Pubblica Istruzione        |          |          | William Waddington        | Centro-sinistra | Dal 18 maggio 1873 |
| Ministro degli Affari Ecclesiastici       |          |          | Oscar Bardi de Fourtou    | Destra          | Dal 18 maggio 1873 |
| Ministro dei Lavori Pubblici              |          |          | René Bérenger             | Centro-sinistra | Dal 18 maggio 1873 |
| Ministro dell'Agricoltura                 |          |          | Pierre Teisserenc de Bort | Centro-sinistra | Dal 18 maggio 1873 |